# The rest of...
The rest of... is een muziekalbum van The Cats uit 1994. Het album werd uitgebracht tijdens de comebackperiode in dat jaar.
Het album is een van de drie albums die de Cats-leden Cees Veerman, Jaap Schilder en Arnold Mühren tijdens hun comeback in 1994 uitbrachten. Met Piet Veerman hadden de bandleden het in deze tijd nog niet bijgelegd. Verder werkte ook de andere Cat, Theo Klouwer, niet aan deze cd mee. De titel The rest of The Cats verwijst naar de samenstelling van dat moment.
Op het album staan overwegend nummers die ook al eerder door The Cats op de plaat zijn gezet. Het kent echter ook nieuwe nummers, zoals It's over now, dat ooit werd geschreven door Theo Klouwer, en Sois ma femme, de Franstalige versie van de hit in 1974 Be my day.

## Nummers
| Nummer | Naam                      | Geschreven door               | Duur | Opmerkingen                      |
| ------ | ------------------------- | ----------------------------- | ---- | -------------------------------- |
| 1.     | What a crazy life         | Roger Greenaway en Roger Cook | 2:39 |                                  |
| 2.     | Hopeless try              | Cees Veerman en Chris Keenan  | 2:37 |                                  |
| 3.     | Vive l'amour              | Mark Barkan en Vic Millrose   | 2:05 |                                  |
| 4.     | Love of the common people | John Hurley en Ronnie Wilkins | 3:10 |                                  |
| 5.     | I like the way            | Ritchie Cordell               | 2:24 |                                  |
| 6.     | Why baby why              | Barry Mason en Les Reed       | 2:49 |                                  |
| 7.     | Freedom bird              | Lewis & Clarke                | 2:58 |                                  |
| 8.     | I walk through the fields | Cees Veerman                  | 3:55 |                                  |
| 9.     | Don't waste your time     | Piet Veerman                  | 3:33 |                                  |
| 10.    | It's over now             | Theo Klouwer                  | 2:19 |                                  |
| 11.    | Five little tears         | Arnold Mühren                 | 2:48 |                                  |
| 12.    | Trying to explain         | Piet Veerman                  | 4:23 |                                  |
| 13.    | I've been in love before  | Cees Veerman                  | 4:32 |                                  |
| 14.    | Mississippi               | Arnold Mühren en Piet Veerman | 6:14 |                                  |
| 15.    | Hard to be friends        | Larry Murray                  | 3:37 |                                  |
| 16.    | We should be together     | Allen Reynolds                | 3:16 |                                  |
| 17.    | Cindy                     | Peter Reber en Rolf Zuckowski | 3:45 |                                  |
| 18.    | One more time             | Tony Gregory en Ted O'Neill   | 3:46 |                                  |
| 19.    | Sois ma femme             | Larry Murray                  | 3:08 | Franstalige versie van Be my day |